# Plečnikova tržnica
Osrednja ljubljanska tržnica je tržnica v Ljubljani. Stavbo tržnice, ki je včasih imenovana tudi Plečnikova tržnica, je med letoma 1931 in 1939 oblikoval Jože Plečnik. Razteza se med Tromostovjem in Zmajskim mostom na desnem bregu reke Ljubljanice. Tržnica in Vodnikov trg, kjer se nahaja, sta zaščitena kot kulturna spomenika državnega pomena. Tržnica se delno nahaja ob Adamič-Lundrovem nabrežju in ob Pogačarjevem trgu.

## Zgodovina
Potres leta 1895 je uničil stari samostan s škofijskim dekliškim kolegijem. Po odstranitvi podrtega objekta so na Vodnikovem trgu uredili odprto tržnico. Današnjo tržnico je po načrtih arhitekta Jožeta Plečnika med leti 1940 in 1942 zgradilo podjetje Matka Curka. Prvotno je tržnica zasedala 1.867 m2.
Zasnova kompleksa odraža renesančne vplive. Zamišljena je bila kot dvonadstropna tržnica, ki sledi okljuku reke. Na strani, ki gleda na reko, ima tržnica velika polkrožna okna, ulično stran pa opredeljuje arkada. Za razgled na Ljubljanico je stavba prekinjena z dvema ložama. Streha je prekrita z betonskimi strešniki.
Srednjo vrzel med obema krakoma tržnice je Plečnik nameraval zapolniti z monumentalnim pokritim mostom na Petkovškovo nabrežje, vendar njegov dizajn ni bil nikoli izdelan. Njegovo idejo o mostu so uresničili julija 2010, ko so slovesno odprli novo zasnovani Mesarski most.

## Tržnica
Tržnica je odprta vsak dan, razen ob nedeljah. Na stičišču Pogačarjevega in Vodnikovega trga stoji tržnica cvetja, v spodnji etaži tržnice ribarnica in tržnica s suhim sadjem ter v obeh etažah stojnice s pekarskimi izdelki, mlečnimi izdelki in mesom. Kolonada na koncu Tromostovja nudi zavetje stojnicam z zelišči, z začimbami ter z obrtniškimi izdelki.

## Spomeniško varstvo
Oktobra 2008 je tržnico zaščitilo Ministrstvo za kulturo RS pod vodstvom Vaska Simonitija kot kulturni spomenik državnega pomena. Odlok je februarja 2009 razveljavila njegova naslednica Majda Širca. Marca 2012 je zaščito na državni ravni za eno leto ponovno uveljavil Žiga Turk z zaščito arheološkega najdišča Vodnikov trg. Mestna občina Ljubljana, ki želi pod njo zgraditi parkirno hišo, status že od junija 2012 izpodbija na ustavnem sodišču. Zaščito je podprla civilna iniciativa Tržnice ne damo.